# Y Morfa Stadium
Y Morfa Stadium – stadion piłkarski w Conwy, w Walii (Wielka Brytania). Obiekt może pomieścić 2500 widzów. Swoje spotkania rozgrywają na nim piłkarze klubu Conwy Borough FC.